# Tabanus monops
Tabanus monops är en tvåvingeart som beskrevs av Joseph Charles Bequaert 1940. Tabanus monops ingår i släktet Tabanus och familjen bromsar.
Artens utbredningsområde är Dominikanska republiken. Inga underarter finns listade i Catalogue of Life.